# SSV Homburg-Nümbrecht
Der SSV Nümbrecht (offiziell: Spiel- und Sportverein Homburg-Nümbrecht e. V.) ist ein Sportverein aus Nümbrecht im Oberbergischen Kreis. Die erste Fußballmannschaft spielte ein Jahr in der höchsten mittelrheinischen Amateurliga.

## Geschichte
Im Frühjahr 1919 gründete sich aus dem Jugendverein Niederbierenbach eine Fußballabteilung. Diese nahm kurze Zeit später den Namen SpV Homburg-Niederbierenbach an. Am 1. September 1945 wurde der Verein unter seinem heutigen Namen neu gegründet. Die Nümbrechter gewinnen in der Saison 1945/46 die Oberbergische Kreismeisterschaft und qualifizierten sich damit für die Rheinbezirksliga, die damals höchste Amateurliga am Mittelrhein. Aus dieser stieg die Mannschaft 1947 in die Bezirksklasse ab und verabschiedete sich 1960 in die Kreisklasse. Drei Jahre später kam es zu einer kuriosen Situation. Obwohl witterungsbedingt die Kreisklassensaison noch nicht beendet war, wurde vom Kreisverband der Tabellenführer TuS Wiehl für die Aufstiegsrunde zur Bezirksklasse gemeldet. Am Saisonende waren Wiehl und Homburg-Nümbrecht punktgleich und die Nümbrechter gewannen das Ende Juli ausgetragenen Entscheidungsspiel um die Kreismeisterschaft mit 3:0. Dennoch stiegen die Wiehler auf. Erst 1970 stieg der SSV Homburg-Nümbrecht in die Bezirksklasse auf. Zwischenzeitlich bis in die Kreisliga B abgerutscht, gelang der Mannschaft im Jahre 2007 der Aufstieg in die Kreisliga A. Dem Aufstieg in die Bezirksliga im Jahre 2012 folgte drei Jahre später der Sprung in die heutige Landesliga. Dort wurde die Mannschaft 2025 Vizemeister hinter dem SSV Bornheim.

## Persönlichkeiten
- Merle Barth